# Kuk
A kuk (hangul: 국, RR: guk), illetve thang (hangul: 탕, RR: tang) a koreai levesek elnevezése. A kuk (guk) olyan levesekre vonatkozik, amelyeket több lével készítenek; a gazdagabb, sűrűbb, hosszabb ideig főtt, általában éttermekben felszolgált levesekre a thang (tang) szót használják. Ezen felül létezik még a leveses ragu, a ccsige (jjigae) is. A levesek fontos részét képezik a koreai étkezésnek, még reggeliként is fogyasztják, általában rizzsel. A meleg és hideg levesek egyaránt népszerűek, a koreaiak egyik kedvence például a hedzsangguk (haejangguk) (해장국), melyet másnaposság ellen fogyasztanak.

## Jellegzetességek
A nyugati kultúrákban a leves általában előétel, ezzel ellentétben a koreai konyhában gyakorta főétel, illetve egyetlen étkezésről sem hiányozhat. A rizs mellett a második legfontosabb ételként tartja számon a Csoszon (Joseon)-dinasztia ételeit taglaló, 1930-ban kiadott Csoszon musszang sinsik jori csebop (Joseon mussang sinsik yori jebeop) (조선무쌍신식요리제법) című szakácskönyv.
Mivel a hagyományos koreai levesek elkészítése több órába is telhet, népszerűek a műanyag tasakokban házhoz szállított házias jellegű levesek, erre a szolgáltatásra külön cégek specializálódtak. A koreai gasztronómiában rengeteg féle levest készítenek, sokkal többfélét, mint más kultúrákban.

## Típusok
A levesek négy alapvető típusra oszthatóak.

### Malgun csangguk(Malgeun jangguk)

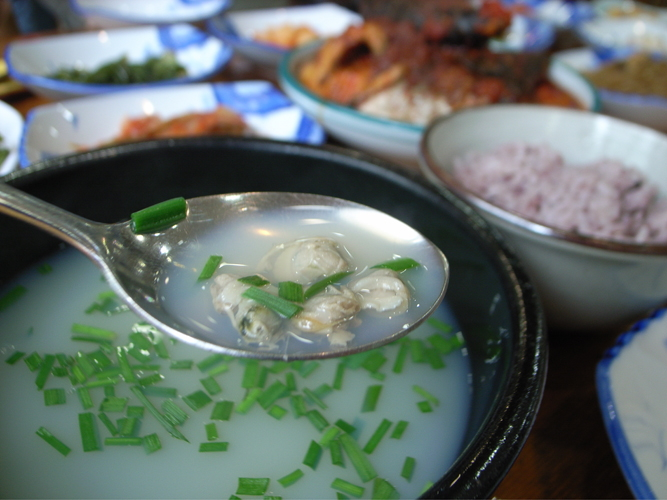
csecshopkuk (jaecjeopguk)

A malgun csangguk (malgeun jangguk) (맑은 장국) szó szerinti jelentése „tiszta (átlátszó) leves”.
- ttokkuk (tteokguk) (떡국): ttok (tteok)ból (rizssütemény) készült leves[9]
- mijokkuk (miyeokguk) (미역국): vakameleves (ehető tengeri hínár)[10]
- khongnamulguk (kongnamulguk) (콩나물국): szójababcsíra-leves[11]
- muguk (무국): daikonretek-leves[12]
- kamdzsaguk (gamjaguk) (감자국): burgonyaleves[13]
- thoranguk (toranguk) (토란국): taróleves[14]
- pugoguk (bugeoguk) (북어국): szárított szardellából készült leves[15]
- pogoguk (bogeoguk) (복어국): gömbhalleves[16]
- csogeguk (jogaeguk) (조개국): kagylóleves[17]
  - csecshopkuk (jaecheopguk) (재첩국): folyami Corbicula fluminea kagylóból készített leves[18]

### Komguk(Gomguk)

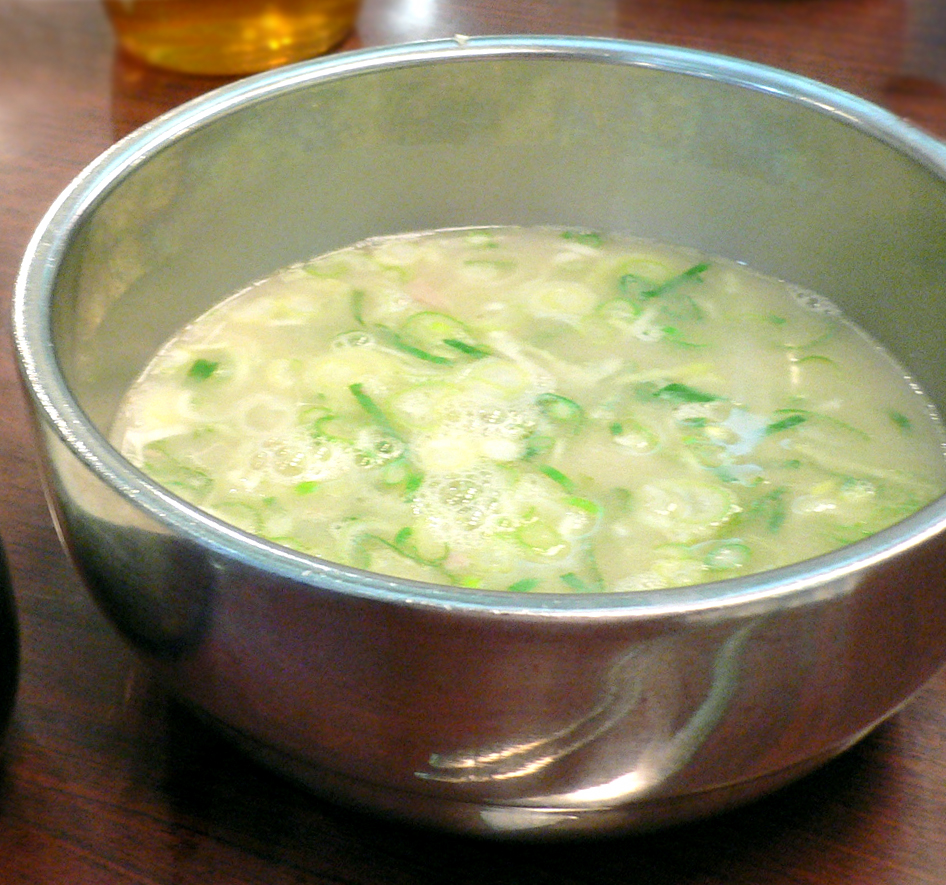
Szollongthang (Solleongtang) (설렁탕) a külföldiek kedvenc koreai levese

A komguk (gomguk) (곰국) szó szerinti jelentése „medveleves”, általában a marhahúsból illetve -csontból készült leveseket értik rajta. A neve azért medve, mert úgy tartják, az ilyen leves fogyasztása erőssé teszi az embert. kkaktugi (kkakdugi)val, kimcshi (kimchi)vel és rizzsel tálalják.
- Szarvasmarha
  - szagol gomthang (sagol gomtang) (사골곰탕): lábszárcsontból készült leves[20]
  - kkori gomthang (kkori gomtang) (꼬리곰탕): marhafarokból készült leves[21]
  - szollongthang (seolleongtang) (설렁탕): marhacsontból főzött leves, színe tejfehér, amit a csontvelőtől kap. A levest több mint tíz órán át főzik a megfelelő állag eléréséért.[22]
  - kalbithang (galbithang) (갈비탕): kalbi (galbi)ból, vagyis rövid bordából készült húsleves.[23]
  - jukkedzsang (yukgaejang) (육개장): marhahúsból készült leves, őrölt piros csilipaprikával, szójaszósszal és szójababcsírával.[24]
  - toganithang (doganitang) (도가니탕): felsálból és csontból készült leves.[25]
- Csirke és sertés
  - szamgjetang (samgyetang) (삼계탕): csirkeleves ginzenggel[26]
  - kamdzsathang (gamjatang) (감자탕): sertésorjából (gerinc) készített csípős leves.[27]
  - tvedzsigukpab (dwejigugbap) (돼지국밥): rizses húsleves sertéshúsból[28]

### Thodzsangguk(Tojangguk)

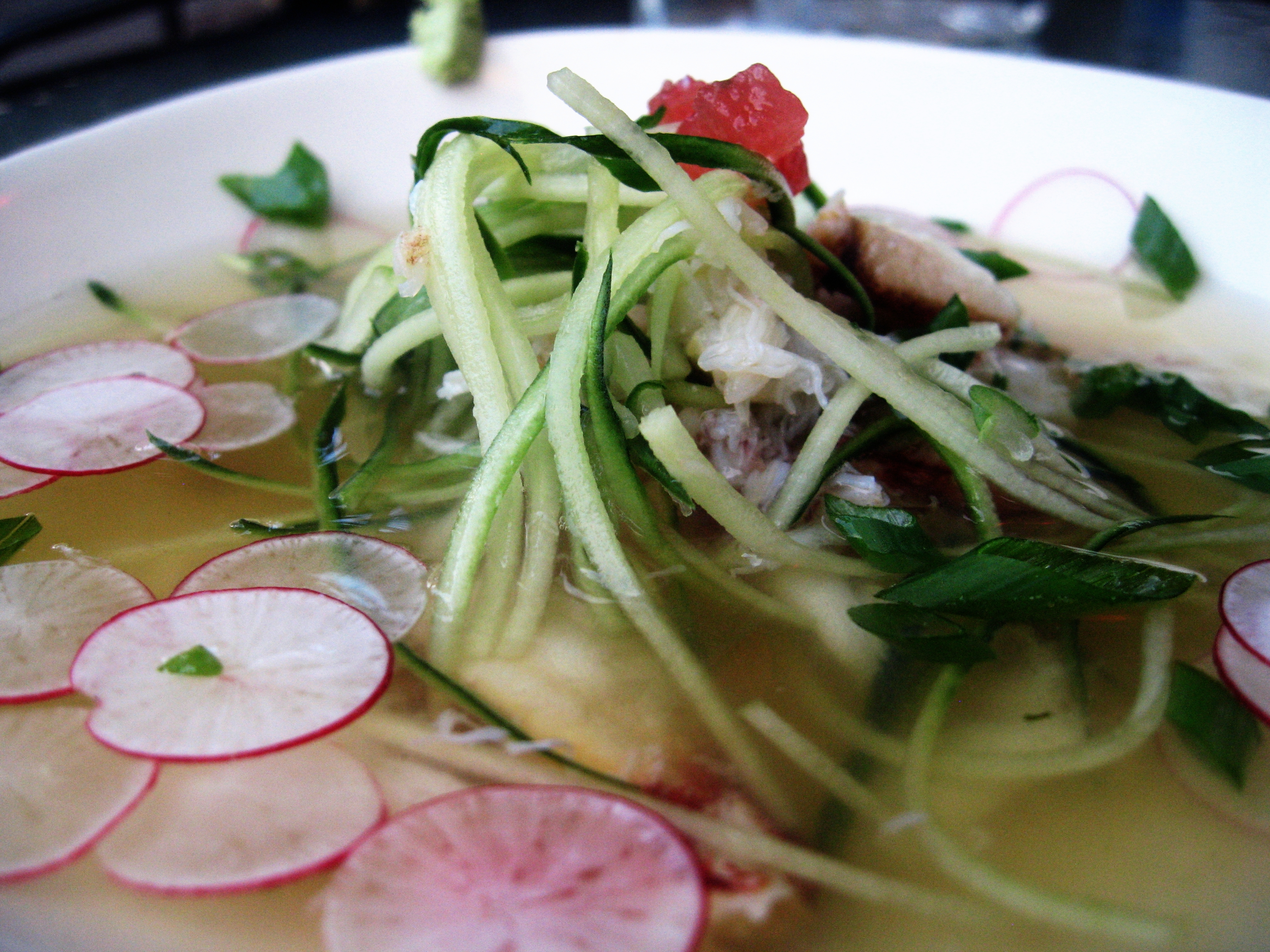
Oinengguk, hideg uborkaleves

A thodzsangguk (tojangguk) (토장국) azokat a leveseket jelöli, amelyeket töndzsang (doenjang)gal (szójababpaszta) és főtt rizs levével készítenek.
- szigumcshi thodzsangguk (sigeumchi tojangguk) (시금치토장국): spenótos leves[30]
- auk thodzsangguk (auk tojangguk) (아욱토장국): mályvaleves[31]
- nengi todzsangguk (naengi tojangguk) (냉이토장국): tormaleves[5]
- taszulgiguk (daseulgiguk) (다슬기국): csigaleves (다슬기: Semisulcospira libertina faj)[32]

### Nengguk(Naengguk)
A nengguk (naengguk) (냉국) a hidegen felszolgált levesek elnevezése, ezek különösen nyáron népszerűek.
- mijok nengguk (miyeok naengguk) (미역냉국): hideg vakameleves (ehető tengeri hínár)[33]
- oinengguk (oinaengguk) (오이냉국): hideg uborkaleves[34]
- kketkuk (kkaetguk) (깻국): szezámmagos hideg csirkeleves[35]
- nengkhongguk (naengkongguk) (냉콩국): őrölt szójababból készült leves[36]